# Subdischidesia
Subdischidesia là một chi bướm đêm thuộc họ Geometridae.